# Fernando Rifan
 (février 2014).
Si vous disposez d'ouvrages ou d'articles de référence ou si vous connaissez des sites web de qualité traitant du thème abordé ici, merci de compléter l'article en donnant les références utiles à sa vérifiabilité et en les liant à la section « Notes et références ».
Arêas Rifan est un nom portugais ; le premier nom de famille (d'usage facultatif) est Arêas et le second est Rifan.
Fernando Arêas Rifan, né à São Fidélis, Brésil, le 25 octobre 1950 est un prélat catholique, supérieur de l'Administration apostolique personnelle Saint-Jean-Marie-Vianney et évêque titulaire de Cedamusa (de).

## Biographie

### Prêtre traditionaliste
Ordonné prêtre pour le diocèse de Campos (en) le 8 décembre 1974, diocèse où l'évêque, Antônio de Castro Mayer, refusait la mise en place des réformes mises en place par Paul VI en matière de liturgie. À la suite de la retraite de ce dernier le 29 août 1981 et à l'arrivée d'un évêque décidé à mettre en place lesdites réformes dans le diocèse, Fernando Rifan rejoint son ancien évêque dans son combat pour la liturgie traditionnelle et l'Union sacerdotale saint-Jean-Marie-Vianney dont il devient le supérieur.
Suivant Castro-Mayer, il est présent en tant que prêtre assistant lors des consécrations épiscopales du 30 juin 1988 à Écône réalisée par ce dernier et Marcel Lefebvre, contre l'avis du pape Jean-Paul II, encourant ainsi l'excommunication latæ sententiæ.

### Réconciliation avec Rome
Au tournant des années 2000, Rome affiche sa volonté de mettre un terme à la situation causé par les ordinations épiscopales de 1988, et la FSSPX et l'Union sacerdotale Saint-Jean-Marie-Vianney. Si les négociations n'aboutissent pas avec la FSSPX, Licínio Rangel décide lui de les continuer. Le 15 août 2001, il adresse une lettre d'union au Pape, qui lui répond le 25 décembre de la même année en érigeant l'administration apostolique Saint-Jean-Marie-Vianney. 
Compte tenu de la fatigue de l'évêque, le pape l'autorise à choisir Fernando Rifan comme évêque coadjuteur. Ce dernier est consacré le 18 août 2002 par le cardinal Castrillon Hoyos et Rangel. À la mort de celui-ci le 16 décembre suivant, il lui succède en tant que supérieur de l'administration apostolique.

### Consécration du Brésil
Le 21 mai 2019, le Brésil est consacré au Cœur immaculé de Marie, à l’initiative du député Eros Biondini (pt) et du Front parlementaire catholique. La proclamation est alors faite au palais présidentiel par Rifan, en présence du président Jair Bolsonaro et du général Floriano Peixoto, ministre-chef du secrétariat général de la présidence.